# Copa CONMEBOL
COPA CONMEBOL je bilo nogometno natjecanje za klubove iz Južne Amerike (zona CONMEBOL). To je bilo pandan europskom Kupu UEFA i u njemu su sudjelovali najboljeplasirani klubovi iz članica CONMEBOL-a koji se nisu plasirali u Copu Libertadores. Posljednja sezona je bila 1999., zbog toga što se Copa Libertadores proširila u glavnoj fazi na 32 momčadi, a za ostale klubove su bila natjecanja Copa Mercosur i Copa Merconorte koji su se 2002. ujedinili u Copa Sudamericanu. Natjecanje se odvijalo po dvostrukom kup-sustavu

## Sudionici završnice
| godina | pobjednik                         | rezultati           | drugoplasirani                    |
| ------ | --------------------------------- | ------------------- | --------------------------------- |
| 1992.  | Atlético Mineiro (Belo Horizonte) | 2:0, 1:0            | Olimpia (Asunción)                |
| 1993.  | Botafogo (Rio de Janeiro)         | 1:1, 2:2 (3:1 11 m) | Peñarol (Montevideo)              |
| 1994.  | São Paulo                         | 6:1, 0:3            | Peñarol (Montevideo)              |
| 1995.  | Rosario Central                   | 0:4, 4:0 (4:3 11 m) | Atlético Mineiro (Belo Horizonte) |
| 1996.  | Lanús                             | 2:0, 0:1            | Independiente Santa Fe (Bogotá)   |
| 1997.  | Atlético Mineiro (Belo Horizonte) | 4:1, 1:1            | Lanús                             |
| 1998.  | Santos                            | 1:0, 0:0            | Rosario Central                   |
| 1999.  | Talleres (Córdoba)                | 2:4, 3:0            | CSA Maceió                        |

 rezultat podebljan - domaća utakmica za pobjednika 

## Copa Master de CONMEBOL
Copa Master de CONMEBOL je bio turnir održan u veljači 1996. u brazilskom gradu Cuiabá na kojem su sudjelovali pobjednici Copa CONMEBOL između 1992. i 1995. godine (četiri momčadi). Pobjednik je bila momčad São Paula
| pobjednik | rezultat  | finalist                          |
| završnica | završnica | završnica                         |
| --------- | --------- | --------------------------------- |
| São Paulo | 3:0       | Atlético Mineiro (Belo Horizonte) |

## Poveznice i izvori
- rsssf.com, Copa CONMEBOL
- rsssf.com, Copa CONMEBOl - vječna ljestvica
- rsssf.com, Copa Master CONMEBOL
- Copa Sudamericana
- Copa Merconorte
- Copa Mercosur
- Copa Libertadores